# Keytar

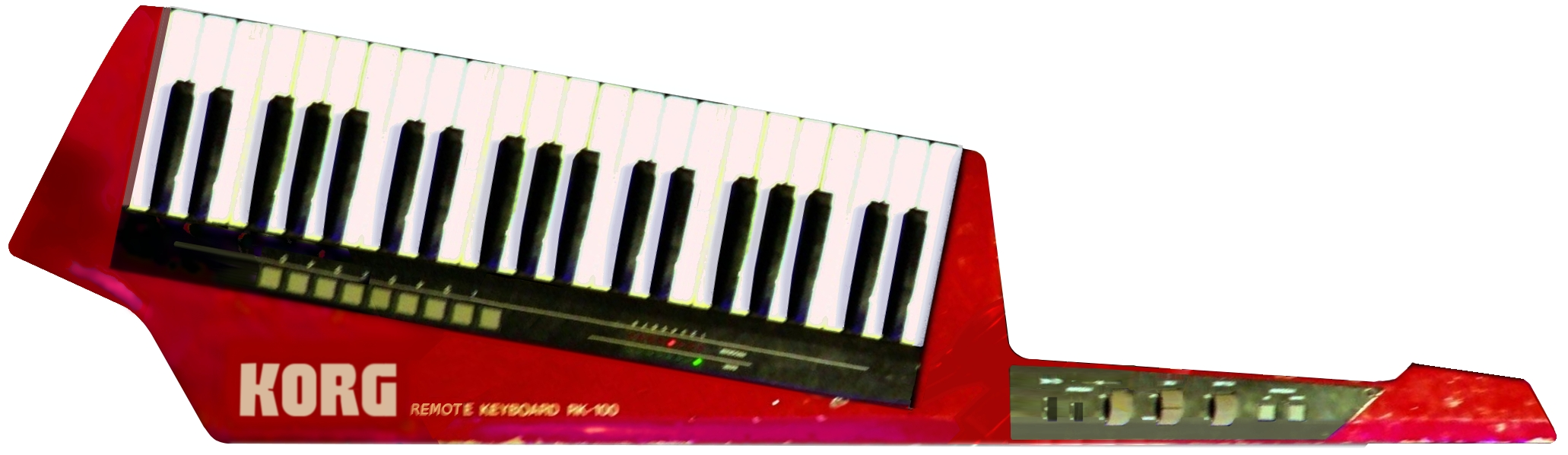
Keytar

Keytar是一種背在肩上演奏的鍵盤樂器，屬合成器的一種，又稱肩背式合成器鍵盤、背式鋼琴、键盘吉他、偍他、鍵他等，它的名稱是由鍵盤（Keyboard）的『Key』加上吉他（Guitar）的『tar』而來。

## 外部連結
- . Hatena::Keyword.   [2015-07-17]. （原始内容存档于2019-10-18） （日语）.